# Wolseley 20/28
Der Wolseley 20/28 war ein großer Pkw mit Vierzylindermotor, den Wolseley 1911 herausbrachte.
Er besaß einen Vierzylinder-Blockmotor mit 4250 cm³ Hubraum und seitlich stehenden Ventilen (sv). Sein Fahrgestell hatte einen Radstand von 3277 mm. Die Aufbauten waren 4420 mm lang und 1753 mm breit. Das Fahrgestell (ohne Aufbau) wog 1016 kg.
Im Jahre 1913 entfiel das Modell ersatzlos.